# Ryssholmen, Hangö
Ryssholmen är en halvö i Finland. Den ligger i kommunen Hangö i landskapet Nyland, i den södra delen av landet, 110 km väster om huvudstaden Helsingfors.